# Garrett Wang
Garrett Wang (Riverside (Californië), 15 december 1968) is een Amerikaans acteur. Hij studeerde aan de Universiteit van Californië.

## Carrière
Wang vertolkte tussen 1995 en 2001 zeven jaar de rol van Vaandrig Harry Kim in de sciencefictionserie Star Trek: Voyager. In 2005 speelde hij mee in Steven Spielbergs miniserie Into the West. In 2006 werkte hij mee aan Star Trek: Of Gods and Men, een niet-officiële miniserie die gemaakt werd naar aanleiding van de veertigste verjaardag van Star Trek. In 2009 is hij onder meer te zien in de film Why Am I Doing This?, waar ook Anthony Montgomery een rol heeft, eveneens bekend van Star Trek (Enterprise).

## Filmografie
- International Standard Name Identifier: 0000 0004 1854 791X
- Library of Congress Control Number: no2013095958
- MusicBrainz: b67ca254-c8dd-4a5e-b2ac-dfd949265c9a
- Virtual International Authority File: 305236879
- WorldCat: E39PBJj8VH4G37kRVyjtP4hWDq